# Курортный район (Санкт-Петербург)
Куро́ртный райо́н — административно-территориальная единица Санкт-Петербурга. До 1994 года назывался Сестрорецким по имени города Сестрорецка.

## География
Расположен в северо-западной части города на Северо-Восточном побережье Финского залива полосой средней ширины 15,6—2,6 км и длиной 44 км. Общая территория района составляет 26 791,77 га (крупнейший по территории из городских районов). Площадь жилой и общественно-деловой застройки — 249 га. Граничит с Выборгским и Приморским районами Санкт-Петербурга, а также с Выборгским и Всеволожским районами Ленинградской области.
Район богат поверхностными водными ресурсами и подземными запасами воды.
Координаты крайних точек территории района:
- южная 60°00′00″ с. ш. 30°05′45″ в. д.HGЯO).
- восточная 60°07′02″ с. ш. 30°11′20″ в. д.HGЯO).
- северная 60°14′55″ с. ш. 29°41′55″ в. д.HGЯO).
- западная 60°11′30″ с. ш. 29°25′24″ в. д.HGЯO).

Реки и другие водные объекты
- Гладышевка
- Чёрная (река, впадает в Балтийское море)
- Сестрорецкий Разлив
- Плотины водохранилища Сестрорецкий Разлив
- Сестра (река, впадает в Сестрорецкий Разлив)
- Чёрная (река, впадает в Сестрорецкий Разлив)
- Водосливной канал
- Малая Сестра (река, впадает в Балтийское море)
- Ржавая Канава
- Щучье (озеро, Комарово)

Прочие объекты физической географии
- Комаровский берег
- Береговой уступ «Серово»
- Гладышевский заказник
- Сестрорецкое болото
- Левашовский лес
- Линдуловская роща

## Внутригородские муниципальные образования
В границах Курортного района Санкт-Петербурга располагаются 11 внутригородских муниципальных образований, в том числе 2 города и 9 посёлков:
| №  | Флаг | Герб | Статус ВМО | Название ВМО | Площадь, км² | Население, чел. (2025 г.) |
| -- | ---- | ---- | ---------- | ------------ | ------------ | ------------------------- |
| 1  |      |      | город      | Зеленогорск  | 40,00        | ↗15 568                   |
| 2  |      |      | город      | Сестрорецк   | 88,40        | ↗46 304                   |
| 3  |      |      | посёлок    | Белоостров   | 25,04        | ↗2466                     |
| 4  |      |      | посёлок    | Комарово     | 31,00        | ↘1476                     |
| 5  |      |      | посёлок    | Молодёжное   | 12,46        | ↘1588                     |
| 6  |      |      | посёлок    | Песочный     | 17,60        | ↗9977                     |
| 7  |      |      | посёлок    | Репино       | 15,77        | ↗3022                     |
| 8  |      |      | посёлок    | Серово       | 9,78         | ↘301                      |
| 9  |      |      | посёлок    | Смолячково   | 8,35         | ↘748                      |
| 10 |      |      | посёлок    | Солнечное    | 15,57        | ↗2048                     |
| 11 |      |      | посёлок    | Ушково       | 25,00        | ↘811                      |

## Транспорт
Основные транспортные магистрали района — это Приморское шоссе, участок Кольцевой автодороги, небольшой участок ЗСД и Зеленогорское шоссе. Приморское шоссе идет вдоль берега Финского залива. Участок КАД расположен в южной части района и обеспечивает его связь с соседними Кронштадтом и Приморским районом. Зеленогорское шоссе проложено в северной части района параллельно железной дороге и соединяет Зеленогорск с Солнечным.
Железная дорога — главный скоростной пассажирский транспорт района. Однопутная железнодорожная ветка обеспечивает связь между Белоостровом, другими населенными пунктами района и Приморским районом Санкт-Петербурга. Двухпутная ветка в северной части района связывает его с Выборгским районом Ленинградской области и Выборгским районом Санкт-Петербурга. На территории района расположено 12 железнодорожных станций и остановочных пунктов. Электрички из Курортного района прибывают на Финляндский вокзал Санкт-Петербурга. Ряд автобусных маршрутов связывает район с Санкт-Петербургом и Ленинградской областью.

## Население
| 2002    | 2009    | 2010    | 2012    | 2013    | 2014    | 2015    | 2016    | 2017    |
| ------- | ------- | ------- | ------- | ------- | ------- | ------- | ------- | ------- |
| 67 511  | ↗67 768 | ↗70 589 | ↗71 526 | ↘71 474 | ↗72 648 | ↗73 846 | ↗75 121 | ↗76 061 |
| 2018    | 2019    | 2020    | 2021    | 2023    | 2025    |         |         |         |
| ↗76 923 | ↗78 131 | ↗79 067 | ↗82 713 | ↗83 491 | ↗84 309 |         |         |         |

Демографическая статистика.
| -                  | 2008 г. | 2009 г. | 2010 г. | 2011 г. | 2012 г. | 2013 г. | 2019 г. |
| ------------------ | ------- | ------- | ------- | ------- | ------- | ------- | ------- |
| Родилось           | 480     | 477     | 504     | 527     | 606     | 574     | 645     |
| Умерло             | 922     | 900     | 952     | 945     |         |         | 707     |
| Регистрация браков | 614     | 564     | 421     | 753     | 939     | 958     |         |
| Расторжение браков | 369     | 305     | 310     | 280     |         | 290     |         |

Национальный состав
По итогам переписи населения 2020 года проживали следующие национальности (национальности менее 0,1 % и другое см. в сноске к строке «Другие»):
| Национальность | Численность, чел. | Доля     |
| -------------- | ----------------- | -------- |
| Русские        | 71 555            | 86,51 %  |
| Украинцы       | 405               | 0,49 %   |
| Татары         | 367               | 0,44 %   |
| Белорусы       | 292               | 0,35 %   |
| Узбеки         | 270               | 0,33 %   |
| Армяне         | 211               | 0,26 %   |
| Евреи          | 144               | 0,17 %   |
| Азербайджанцы  | 131               | 0,16 %   |
| Другие         | 9338              | 11,29 %  |
| Итого          | 82 713            | 100,00 % |

## История
- 1946 год — учреждение в санаторно-курортной зоне Ленинграда двух районов: Сестрорецкого с райцентром в Сестрорецке и входящими в него десятью посёлками от Лахты до Белоострова, Дюн и Дибунов; Курортного с районным центром в Териоки и входящими в него одиннадцатью посёлками Оллила, Куоккала, Луутахянтя, Келломяки, Тюрисевя, Ваммелсуу, Ванхасаха, Метсякюля, Лаутаранта и Пухтула. Оба района подчинены Ленгорсовету, но не входят в городскую черту[23][24].
- 1948—1949 — переименование финских названий посёлков Карельского перешейка в русскоязычные (с буквальным переводом и без такового). Оллила — Солнечное; Куоккала — Репино; Келомяки — Комарово; Пухтула — Решетниково; Ванхасааха — Сосновая Поляна; Тюрисевя — Ушково; Метсякюля — Молодёжное; Ваммелсуу — Серово; Лаутаранта — Смолячково; Териоки — Зеленогорск. До Великой Отечественной войны в Сестрорецком районе проживало более 28 тысяч человек, было 8 школ на четыре тысячи учащихся, 6 детских садов, больница на 100 коек, 3230 жилых дома, что соответствовало 198,1 тысячи м2 жилой площади. Во время ВОВ уничтожено 366 дома, частично разрушены 899 дома[25]. Аналогичным образом были переименованы и улицы города Зеленогорска. Большинство современных названий повествует о том времени, когда всё население города составляли Красные командиры, коменданты, кавалеристы и красноармейцы[26].
- 1959 год — Курортный район ликвидирован, его территория вошла в состав Сестрорецкого района[27]. Изменился состав Сестрорецкого района: в него вошли посёлки от Лисьего Носа и Песочного до Смолячково и Решетниково. Посёлок Дюны вошёл в состав Белоострова. Сосновая Поляна вошла в состав Выборгского района Ленинградской области. Лахта и Ольгино 17 февраля 1963 года[28] вошли в состав Ждановского (ныне Приморского) района.
- В 1970 году посёлок Лисий Нос с населением в 11 тыс. жителей вошёл в подчинение Сестрорецкому райсовету[29].
- 1989 год — образован Зеленогорский район с посёлками от Репино до Смолячкова, Сосновой Поляны, Сопки и Решетниково. Административный центр г. Зеленогорск; Сестрорецкий район от Песочного и Лисьего Носа до Солнечного. Административный центр г. Сестрорецк.[источник не указан 977 дней]
- 1994 — образование Курортного района Санкт-Петербурга, в который вошли: два города Сестрорецк и Зеленогорск. Посёлки от Горской, Песочного до Смолячкова, жилгородка «Красавица» (между Зеленогорском и Ильичёво). Посёлки Решетниково и Сосновая Поляна разделены на две части между Курортным районом Санкт-Петербурга и Выборгским районом Ленинградской области. Лисий Нос перешёл в состав Приморского района Санкт-Петербурга. Посёлки Горская, Александровская, Тарховка, Разлив вошли в состав города Сестрорецка. Дибуны вошли в состав п. Песочный.  Часть п. Горская между железной дорогой и берегом Финского залива вошла в состав Приморского района.[источник не указан 977 дней]
- В 2005 году было произведено территориальное деление Санкт-Петербурга на муниципальные образования в составе территориальных районов. Законом определены границы между муниципальными образованиями[30].

## Инфраструктура и достопримечательности
Предприятия, организации и научные учреждения
- Сестрорецкий инструментальный завод
- Сестрорецкий Сад у дома командира завода
- Сестрорецкий автомобильный завод «Хёндэ»
- Сестрорецкий курорт
- Сестрорецкий курзал
- Детские Дюны
- Дюны (пляж)
- ГУДСП «Курортное»
- Аэродром в Горской
- «Сестрорецкий хлебозавод»
- Научно-исследовательский институт онкологии им. проф. Н. Н. Петрова
- Российский научный центр радиологии и хирургических технологий федерального агентства по высокотехнологической медицинской помощи
- Городская больница № 40 (Санкт-Петербург)
- Комсомольская организация Сестрорецка
- Зимняя психологическая школа СПбГУ

Усадьбы, памятники и парки
- Дача «Ваза»
- Белый Остров (мемориал)
- Пенаты (усадьба)
- Дача Клячко
- Дача Михаила Зощенко
- Сестра (мемориал)
- Дача Кривдиной
- Усадьба Авенариуса
- Дача С. И. Дворжецкого
- Дача Е. Ф. Важевской
- Беседка Сестрорецка
- Шалаш Ленина
- Дача Я. М. Гольденова
- Особняк в Сестрорецке
- Здание Офицерского собрания
- Бель-Вю (гостиница)
- Дача Зеленогорска
- Братская могила в Зеленогорске
- Братская могила (Комарово)
- Особняк Бормана
- Каунис и Тойвола
- Дача Воронина
- Тихий берег
- Белый Остров (мемориал)
- Сестрорецкие «Дубки»
- Сестрорецкий рубеж

Церкви
- Церковь Святых Петра и Павла (Сестрорецк)
- Церковь Казанской иконы Божьей Матери (Зеленогорск)
- Лютеранская церковь в Зеленогорске
- Тарховский Храм Святого Великомученика и Целителя Пантелеимона
- Храм Тихвинской иконы Божией Матери (Сестрорецк)
- Храм Рождества Пресвятой Богородицы в Сестрорецке
- Церковь Святого Серафима Саровского в посёлке Песочный
- Кирха святого Николая в Сестрорецке

Кладбища
- Сестрорецкое кладбище
- Горское кладбище (Сестрорецк)
- Тарховское кладбище (Сестрорецк)
- Кладбище в посёлке Песочный
- Комаровское поселковое кладбище
- Белоостровское кладбище

## Развлечения и спорт
На территории района есть несколько действующих скейт-парков.